# 語義三角

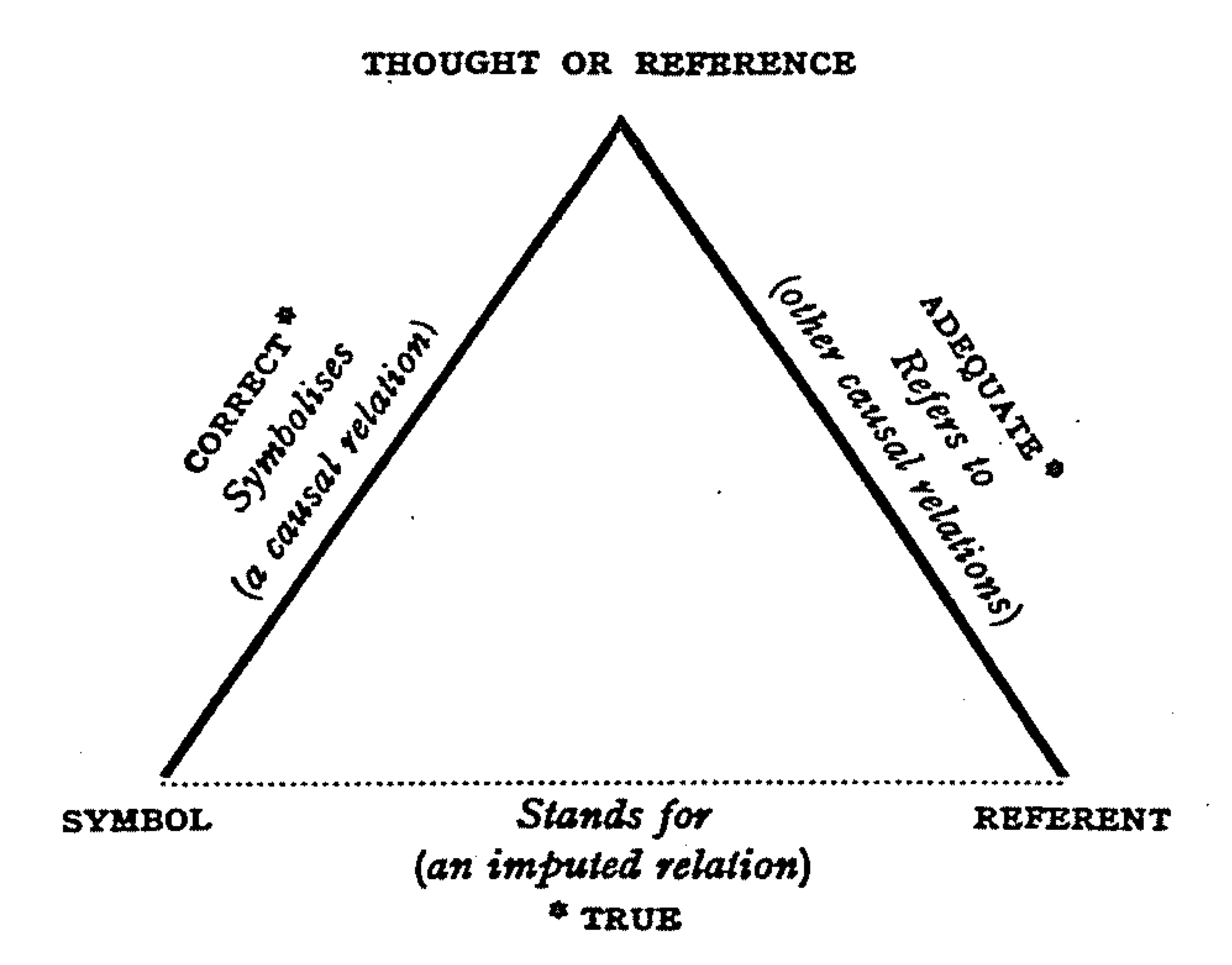
意義三角形的三個頂點分別為符號、所指示的實物（the referent）、思維（thought or reference）。思維和符號與所指示的實物之間有因果關係存在，但是符號與實物兩者之間，卻需要透過人的思維才能建立間接關係。

語義三角（英語：Ogden and Richards's meaning triangle）是一個由奧古登和理查茲在1923年提出來的理論，特別強調符號的表徵性。二人在意義的意義一書中提出這個理論來解釋語言學裡的符號如何與它所代表的客體產生關連，特別強調符號的表徵性。雖然這個理論常被稱作奧古登－理查茲三角，但這個概念最早可追溯到公元前四世紀時亞里斯多德所寫的《解釋篇》，而伯納德·波爾查諾在發表於1810年的《論一種更為實在的數學表達形式》（德語：Beyträge zu einer begründeteren Darstellung der Mathematik）中也提出了相似的概念。語義三角論也與中古世紀的哲學共相問題有關。
語義三角形的三個頂點分別為符號(symbol)、所指示的實物(the referent)、思維(thought or reference)。
思維和符號、所指示的實物之間有因果關係存在，但是符號與實物兩者之間，卻需要透過人的思維才能建立間接關係。